# Baidoddi, Raichur
Baidoddi là một làng thuộc tehsil Raichur, huyện Raichur, bang Karnataka, Ấn Độ.